# Decade of Aggression
Decade of Aggression är ett livealbum av thrash metal-bandet Slayer, släppt 22 oktober 1991 av Def American. Albumet består av 2 CD med förhållandevis oputsat konsertmaterial. Den första CD:n är från en konsert inspelad 13 juli samma år på Lakeland Coliseum i Lakeland i Florida medan den andra skivan är inspelad dels under en konsert på Wembley Arena i London 14 oktober 1990 och dels på Orange Pavilion i San Bernadino i Kalifornien den 8 mars 1991. Producent för albumet är Rick Rubin.
En begränsad upplaga på 10 000 exemplar gavs ut i en metallbox och innehöll två extra låtar, "Skeletons of Society" och "At Dawn They Sleep".
Senare utgivningar har gjorts både på CD, vinyl och kassett bland annat av Starling i Polen 1991, Sony i Japan 1998, Monsters Of Rock i Ryssland 2003 och Sound Records i Bulgarien 2003.

## Låtlista
CD1
| Nr  | Titel                | Text                | Musik               | Längd |
| --- | -------------------- | ------------------- | ------------------- | ----- |
| 1.  | Hell Awaits          | Kerry King          | Jeff Hanneman, King | 6:50  |
| 2.  | The Antichrist       | Hanneman            | Hanneman, King      | 3:50  |
| 3.  | War Ensemble         | Hanneman, Tom Araya | Hanneman            | 4:58  |
| 4.  | South of Heaven      | Araya               | Hanneman            | 4:25  |
| 5.  | Raining Blood        | Hanneman, King      | Hanneman            | 2:32  |
| 6.  | Altar of Sacrifice   | King                | Hanneman            | 2:48  |
| 7.  | Jesus Saves          | King                | Hanneman, King      | 4:12  |
| 8.  | Dead Skin Mask       | Araya               | Hanneman            | 4:58  |
| 9.  | Seasons in the Abyss | Araya               | Hanneman            | 7:01  |
| 10. | Mandatory Suicide    | Araya               | Hanneman, King      | 4:00  |
| 11. | Angel of Death       | Hanneman            | Hanneman            | 4:52  |

CD2
| Nr  | Titel            | Text            | Musik          | Längd |
| --- | ---------------- | --------------- | -------------- | ----- |
| 1.  | Hallowed Point   | Hanneman, Araya | Hanneman, King | 3:36  |
| 2.  | Blood Red        | Araya           | Hanneman       | 2:50  |
| 3.  | Die by the Sword | Hanneman        | Hanneman       | 3:35  |
| 4.  | Black Magic      | King            | Hanneman, King | 3:28  |
| 5.  | Captor of Sin    | Hanneman, King  | Hanneman, King | 3:34  |
| 6.  | Born of Fire     | King            | Hanneman, King | 3:03  |
| 7.  | Postmortem       | Hanneman        | Hanneman       | 4:04  |
| 8.  | Spirit in Black  | King            | Hanneman       | 4:07  |
| 9.  | Expendable Youth | Araya           | King           | 4:36  |
| 10. | Chemical Warfare | Hanneman, King  | Hanneman, King | 5:30  |

## Medverkande

### Bandmedlemmar
- Tom Araya – elbas, sång
- Jeff Hanneman – sologitarr, kompgitarr
- Kerry King – sologitarr, kompgitarr
- Dave Lombardo – trummor

### Övrig medverkan
- Rick Rubin – producent
- Howie Weinberg – mastering
- Richard Kimball - exekutiv producent
- Brendan O'Brien - mixning